# Karl von Pusswald
Karl von Pusswald (5. ledna 1825 Praha – 22. května 1895 Vídeň) byl rakousko-uherský, respektive předlitavský státní úředník a politik, v roce 1886 ministr obchodu Předlitavska.

## Biografie
Vystudoval právo na Karlo-Ferdinandově univerzitě v Praze. Od roku 1847 působil ve státních službách jako úředník finanční správy, od roku 1852 jako železniční úředník. Roku 1857 nastoupil do aparátu ministerstva obchodu. V roce 1874 se zde stal sekčním šéfem nového odboru železniční dopravy. Zasloužil se o legislativní a administrativní reformy železničního provozu v době přechodu od privátního ke státnímu železničnímu podnikání.
16. března 1886 se stal ministrem obchodu Předlitavska ve vládě Eduarda Taaffeho jako provizorní správce rezortu. Ministerstvo vedl do 26. června 1886. Některé prameny ho jako ministra neuvádějí.
V roce 1887 se stal doživotním členem Panské sněmovny.